# Xenosciara invisa
Xenosciara invisa är en tvåvingeart som beskrevs av Pekka Vilkamaa och Heikki Hippa 2004. Xenosciara invisa ingår i släktet Xenosciara och familjen sorgmyggor. Inga underarter finns listade i Catalogue of Life.